# 16797 Wilkerson
16797 Wilkerson este un asteroid din centura principală de asteroizi.

## Descriere
16797 Wilkerson este un asteroid din centura principală de asteroizi. A fost descoperit pe 7 februarie 1997 la San Marcello Pistoiese de Andrea Boattini și Luciano Tesi. Asteroidul prezintă o orbită caracterizată de o semiaxă mare de 3,19 ua, o excentricitate de 0,15 și o înclinație de 7,8° în raport cu ecliptica.